# Liana Bertók
Liana Bertók (* 1959 in Ocna Mureș, Rumänien, geborene Liana Vicol) ist eine deutsche Pianistin und Komponistin rumänischer Abstammung.

## Leben und Werk
Liana Bertók erhielt ab dem fünften Lebensjahr in ihrer Heimatstadt Klavierunterricht. Im Alter von 16 Jahren erfolgten erste Auftritte als Solistin mit dem Philharmonischen Orchester Iași. Dort studierte sie Klavier und ergänzte ihre Ausbildung durch Kompositionsunterricht bei Anton Zeman. In Deutschland setzte sie ihre Studien in Berlin bei Dieter Brauer fort. Sie nahm an Meisterkursen unter anderem beim französischen Pianisten Francois-Joel Thiollier und bei Viviane Goergen teil.
Von 1982 bis in die 1990er Jahre wirkte sie am Sorbischen National-Ensemble und am Deutsch-Sorbischen Volkstheater in Bautzen als Konzertpianistin. Konzertauftritte im In- und Ausland folgten. Sie gab mehrere Meisterkurse, u. a. in Seoul (Südkorea).
Von 1985 bis 2000 nahm sie einen Lehrauftrag an der Hochschule für Musik Carl Maria von Weber (Dresden) wahr. Danach widmete sie sich verstärkt eigenen Kompositionen. Zu ihrem umfangreichen Schaffen zählen sinfonische Werke, Kammermusik, Lieder und Filmmusik. Sie befasst sich intensiv mit der sorbischen Musik und erhielt 2009 den Domowina-Preis.
Liana Bertók übernahm 2004 den ENA-Musikverlag und ist Herausgeberin von sorbischen Kompositionen und Werken unbekannter Meister, u. a. Lieder und Kammermusik von Leopold Schäfer und Johann Gottlieb Naumann.
Liana Bertók ist Einzelmitglied im Sächsischen Musikrat.

## Bühnenwerke (Auswahl)
- Der Erwählte (Musikalisches Drama)
- Der Sommer (Tanz- und Gesangszenen für Soli, Chor und Orchester)
- Die gestohlene Krone (Musical für Kinder)
- Wo ist Milenka? (Musical für Kinder)
- Das listige Füchslein (Musikalisches Märchen für Sprecher und Kammerorchester)
- Nacht der Balladen (Tanztheater)
- Die Insel der Vergessenen (Ballett)

## Orchesterwerke (Auswahl)
- Bilder aus den Klever Gärten (Fantasie für Klavier und Orchester), ENA-Musikverlag
- Wolferl und die Zeitmaschine (Fantasie für Klavier und Orchester auf ein Thema von W.A. Mozart), ENA-Musikverlag

## Vokalsinfonik (Auswahl)
- In Memoriam K. A. Kocor (für Sopran, zwei Chöre und Orchester), ENA-Musikverlag
- Kantate zu Ehren Dr. Gregorius Mättigs (Kantate zu Ehren Dr. Gregorius Mättig für Mezzosopran solo, Chor, Mädchenchor, Orchester und Orgel), ENA-Musikverlag

## Kammermusik (Auswahl)
- Introduktion und Rondo capriccioso (Streichquartett), ENA-Musikverlag
- Petite Suite (Streichquartett), ENA-Musikverlag
- Sapphische Lieder (für Mezzosopran, Harfe, Violoncello und Perkussion), ENA-Musikverlag
- Zwei Liebeslieder (für Bariton, Violoncello und Klavier), ENA-Musikverlag
- Zwei Lieder auf Texte von Mato Kosyk (für Mezzosopran, Klarinette und Klavier), ENA-Musikverlag
- Lunovis (Duett für Sopran und Mezzosopran nach Texten von Wilhelm Busch), ENA-Musikverlag
- Burleske (für Trompete und Klavier), ENA-Musikverlag
- Katzenplanet (Duett für Sopran und Bariton nach einem Text von Gisela Kraft), ENA-Musikverlag
- B-Es-E Variationen (für Klarinette und Klavier), ENA-Musikverlag
- Fünf rumänische Tänze (für Trompete und Klavier), ENA-Musikverlag
- Drei Sätze für Saxophonquartett, ENA-Musikverlag
- Sechs Charakterstücke für Posaune und Klavier, ENA-Musikverlag
- Duettino piacevole für Klarinette und Violoncello, ENA-Musikverlag
- 1. Streichtrio (Das polnische), ENA-Musikverlag

## Diskografie (Auswahl)
- 2002: Liana Bertók spielt, Klavierkonzerte von Liana Bertók und Hans Thiemann
- 2008: Nacht der Balladen, Ballettmusik
- 2011: Dresdner Lieder, Kompositionen aus drei Jahrhunderten, Lieder von Weber, Schumann, Marschner, u. a.
- 2018: Lieder & Kanmermusik von Johann Gottlieb Naumann, mit Romy Petrick (Sopran) und Anett Baumann (Violine), Konsonanz 2018.